# Estadio Neman
El Estadio Neman (en bielorruso: Стадыён "Нёман") (hasta 1993 llamado Krasnoye Znamya Stadion) es un estadio multiusos ubicado en la ciudad de Grodno, Bielorrusia. El estadio inaugurado en 1963 posee una capacidad para 9.000 asientos y es utilizado principalmente por el club de fútbol Neman Grodno de la Liga Premier de Bielorrusia.
El estadio construido en 1962 contaba con una capacidad original de 15 000 personas, las sucesivas remodelaciones en 2003 y 2008 redujeron esta capacidad a las 9000 con las que cuenta en la actualidad, además de quedar apto para partidos internacionales organizados por la UEFA. La Selección de fútbol de Bielorrusia disputó su primer juego en el estadio el 6 de junio de 2009 en un partido de Clasificación para la Copa Mundial de Fútbol de 2010 contra la Selección de Andorra y ganó con 5:1.
El estadio esta inserto en el complejo deportivo central Neman (CSK "Neman"), recinto que además cuenta con campos de entrenamiento para la práctica de diversos deportes como atletismo y tenis, gimnasios para boxeo, lucha libre, esgrima, levantamiento de pesas, gimnasia rítmica y artística, hockey, voleibol, baloncesto.

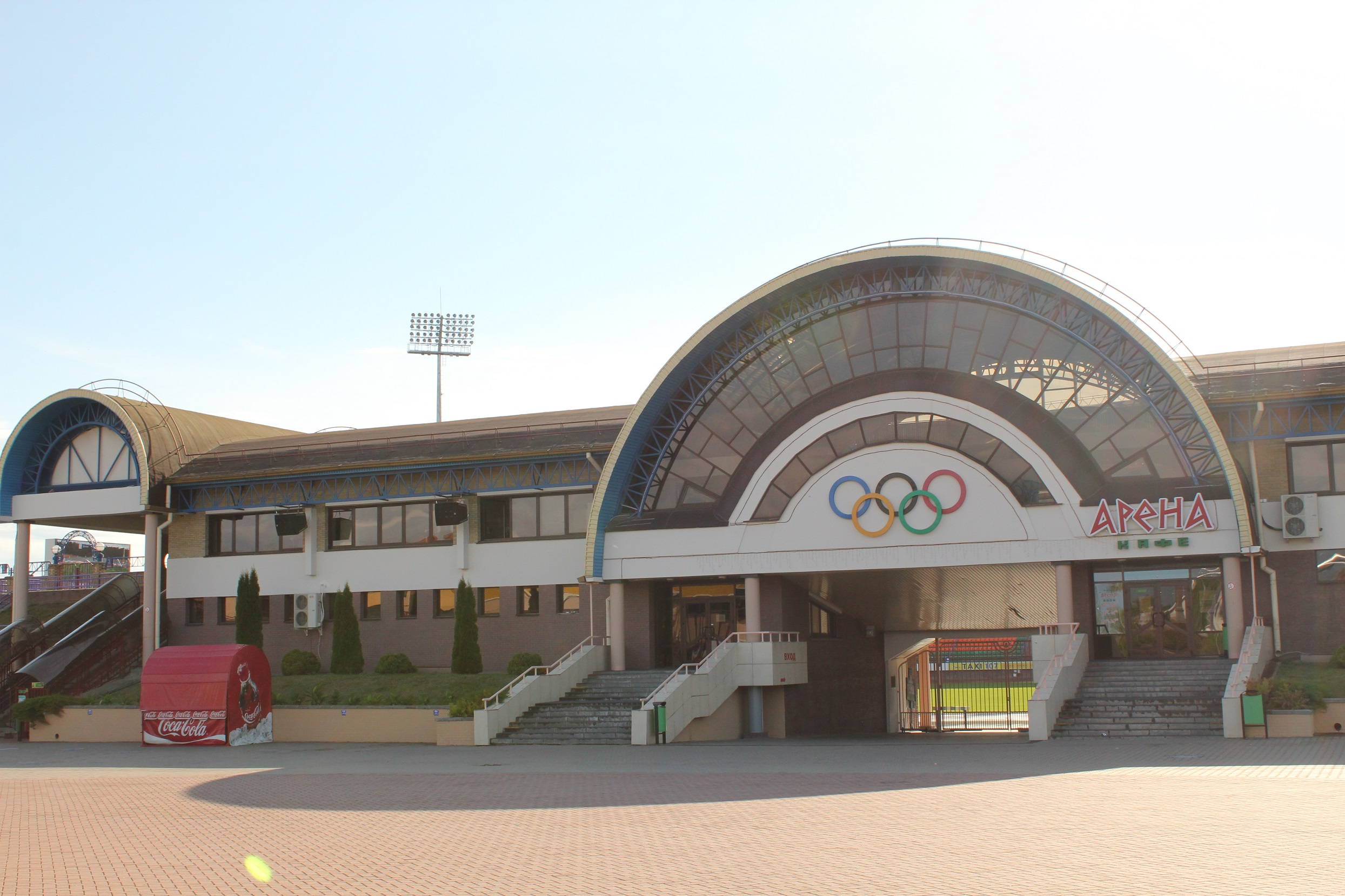
Ingreso principal.